# Pustolovine Marka i Goge
Pustolovine Marka i Goge (it. Sopra i tetti di Venezia ili Le avventure di Marco e Gina) je animirana TV serija iz 2003. godine autora Romano Scarpa.

## Glasovi
- Federico Di Pofi kao Marco
- Valentina Mari kao Gina
- Luigi Ferraro kao Berto
- Gianni Giuliano kao venecijanski dužd
- Piero Tiberi kao Contare Jagor
- Oreste Baldini kao Sgarry
- Giuliano Santi kao Re Topone
- Maria Paiato kao Ardelia
- ? kao glas Gabby

### Glasovi na hrvatskom
- Radovan Ruždjak kao Marko
- Dora Polić kao Goga
- Zvonimir Zoričić kao Dužd
- Ana Begić kao Ardelija
- Robert Ugrina kao grof Jagor
- Saša Buneta kao Berto i Stravomir
- Sven Šestak kao Dvorski i Gabrijel
- Siniša Ružić kao vodič